# Brigata di fuoco
Brigata di fuoco (The Glory Brigade) è un film statunitense del 1953 diretto da Robert D. Webb.
È un film di guerra ambientato durante la guerra di Corea con protagonisti Victor Mature, Alexander Scourby e Lee Marvin. Vinse un Golden Globe nel 1954.

## Produzione
Il film, diretto da Robert D. Webb su una sceneggiatura di Franklin Coen, fu prodotto da William Bloom per la Twentieth Century Fox Film Corporation e girato dal 15 settembre al 20 ottobre 1952.

## Distribuzione
Il film fu distribuito negli Stati Uniti dal 20 maggio 1953 al cinema dalla Twentieth Century Fox.
Alcune delle uscite internazionali sono state:
- in Svezia il 9 novembre 1953 (Hjältebrigaden)
- in Belgio (De glorierijke brigade)
- in Brasile (Gloriosa Brigada)
- in Grecia (I taxiarhia tis doxis)
- in Italia (Brigata di fuoco)

## Promozione
La tagline è: "You'll Never Love So Hard In Your Life... as these hard-hitting guys hit the dirt... and come up fighting!".

## Premi
- 1954 - Premio Golden Globe